# Gunnera flavida
Gunnera flavida är en gunneraväxtart som beskrevs av John William Colenso. Gunnera flavida ingår i släktet gunneror, och familjen gunneraväxter. Inga underarter finns listade.